# Trioscapes
I Trioscapes sono un progetto parallelo fusion statunitense formato nel 2011 a Greensboro per iniziativa di Dan Briggs, bassista dei Between the Buried and Me.

## Formazione
- Dan Briggs – basso
- Walter Fancourt – sassofono tenore, flauto
- Matt Lynch – batteria, percussioni

## Discografia
- 2012 – Separate Realities
- 2014 – Digital Dream Sequence